# Mary von Waldersee

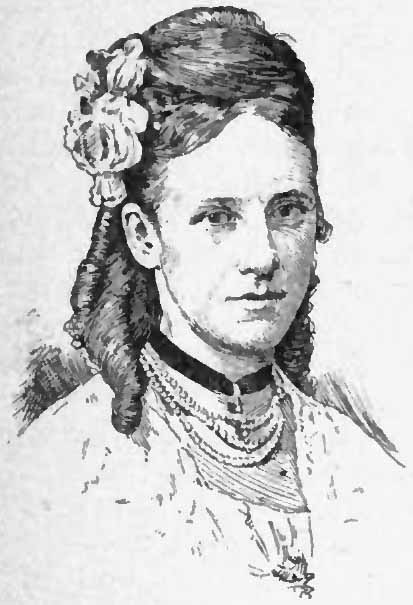
Marie von Waldersee, Zeichnung von 1889

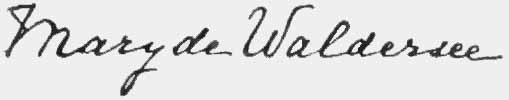
Unterschrift, 1889

Mary Esther Gräfin von Waldersee (geboren am 3. Oktober 1837 in New York City als Mary Esther Lee; gestorben am 4. Juli 1914 bei Hannover) war eine amerikanisch-deutsche Aristokratin und Ehefrau von Alfred von Waldersee, dem Nachfolger Moltkes als Chef des Großen Generalstabs.

## Leben
Mary Esther Lee war die jüngste Tochter des New Yorker Kaufmanns David Lee und dessen Frau Anne Duryce, geborene Phillips (1803–1899). Nach dem Tod des geschäftstüchtigen Vaters, der am 30. Januar 1853 in New York als angesehener Großkaufmann verstarb, zog die reiche Witwe im Januar 1853 mit ihren fünf Kindern nach Europa. Die Schwester Blanche heiratete einen britischen Marineoffizier, die Schwester Josephine heiratete 1855 August von Wächter, den württembergischen Botschafter am französischen Hof. In der Zeit von 1859 bis 1862 reiste Mary Esther Lee durch Frankreich, Schottland und Deutschland (etwa Bad Ems und Stuttgart). Sie wurde wiederholt von Josephine in ihren Haushalt nach Paris eingeladen, verkehrte auch bei Hofe und wurde Kaiser Napoleon III. vorgestellt. Sie lernte dort Friedrich Emil August von Schleswig-Holstein-Sonderburg-Augustenburg kennen. Sie brachte den exilierten Prinzen dazu, seine Titel und Rechte in Dänemark abzugeben. Daraufhin erhielt er durch den österreichischen Kaiser den Titel des „Prinzen von Noer“ und heiratete sie im November 1864. Bereits im Juli 1865 starb er jedoch während einer Palästinareise, und Mary von Noer kehrte nach Paris zurück, wo sie bis 1870 erneut bei ihrer Schwester lebte. Sie gewann mehrere Prozesse um das Erbe ihres Mannes. Nach Ausbruch des Deutsch-Französischen Kriegs begleitete sie die Schwester nach Württemberg.
Dort lernte die Witwe den Oberstleutnant Graf Alfred von Waldersee kennen, den sie am 14. April 1874 heiratete und an seine wechselnden Wohnorte in Hannover und Berlin begleitete. Durch ihre erste Ehe war sie gut mit der späteren deutschen Kaiserin Auguste Viktoria befreundet und lernte so auch den Kronprinz Wilhelm II. kennen. Die Freundin des kaiserlichen Paares war am Hof umstritten wegen ihres konservativ-christlichen, aber auch sozialpolitischen Sendungsbewusstseins. Sie war eine großzügige Unterstützerin der Berliner Stadtmission und der Christlichen Vereinigung Junger Männer (CVJM), die Friedrich von Schlümbach in den Jahren 1882/83 in Berlin gründete. Insbesondere förderte sie den Bau der Immanuel-Kapelle. Durch ihre Vermittlung wurde der bekannte Antisemit und Gründer der Berliner Stadtmission, Adolf Stoecker, für mehrere Jahre zum Berliner Hofprediger ernannt. 1891 verlor sie jedoch gemeinsam mit ihrem Mann allen Einfluss bei Hofe, als er Kommandeur in Altona wurde. Erneut engagierte sie sich für die CVJM und für die Hamburger Stadtmission.
Sie stand, wieder in Hannover, in enger Verbindung mit dem Deutschen Frauenmissions-Gebetbund und war ferner Mitbegründerin und finanzielle Förderin des Bibelhauses in der Malche bei Bad Freienwalde. Ihre Mutter, welche sie auf ihren Lebensstationen zuletzt begleitet hatte, starb 1899 in ihrem Haushalt. Sie nahm an Blankenburger Allianzkonferenzen teil und reiste 1903 ein letztes Mal nach Amerika, wo ihr Bruder David gestorben war. Ihrem Mann ließ sie nach dessen Tod 1904 ein Mausoleum auf dem Friedhof von Gut Waterneverstorf errichten, das sich bis heute im Familienbesitz befindet.
Nach dem Tod ihres Ehemannes blieb die Witwe, laut dem Jahrbuch des Vermögens und Einkommens der Millionäre in Preussen von 1912 als „Gräfin Esther von Waldersee, Exzellenz“, weiterhin in der Hohenzollernstraße 40 wohnen. Für die 1902 bis 1906 erbaute Markuskirche stiftete sie den von Otto Lüer geschaffenen und mit einem Gemälde des auferstandenen Christus von Oscar Wichtendahl ausgestatteten Altar. Vermutungen, dass der Altar später im Zweiten Weltkrieg vernichtet wurde, treffen nicht zu. Der Altaraufsatz stand bis 1967 in der Markuskirche und wurde erst dann aus dem Altarraum entfernt und eingelagert.
Sie selbst starb im Sommer 1914 kurz vor einer geplanten Reise nach Straßburg und in die Schweiz.

## Rezeption
Während manche Biographen von Mary von Waldersee ihr einen großen bis prägenden Einfluss auf die frühen sozialpolitischen Entscheidungen des jungen Kaisers Wilhelm II. zuschrieben, und sie als skrupellose Intrigantin beschrieben, die die Karriere ihres Mannes bis zum Reichskanzler geplant haben soll, sahen andere in ihr eine zutiefst religiöse Förderin christlicher und sozialer Belange, die stets nur das (seelische) Wohl ihrer Mitmenschen im Blick gehabt haben soll. Anders als ihr presbyterianischer Vater soll sie erst spät und mit der Annahme der lutherischen Konfession im Jahr 1862 zu wahrer Religiosität gefunden haben.